# Archibald Scott Couper
Archibald Scott Couper (Kirkintilloch, 31 de març de 1831 − Kirkintilloch, 11 de març de 1892) va ser un químic escocès que proposà una de les primeres teories sobre l'estructura química i els enllaços. Desenvolupà els conceptes d'àtoms de carboni tetravalent que enllacen junts per formar grans molècules, i que l'ordre en els enllaços dels àtoms en una molècula pot ser determinat per evidència química.

## Biografia
Couper va ser l'únic fill que va sobreviure dins d'una acabalada família de prop Glasgow. Estudià a la Universitat de Glasgow i a la d'Edinburgh i a Alemanya durant 1851-54. Estudià química a la Universitat de Berlín. El 1856 entrà al laboratori de Charles Adolphe Wurtz a París.
Couper publicà el llibre New Chemical Theory el 14 de juny de 1858. La idea de Couper sobre que els àtoms de carboni es poden enllaçar seguint regularitats de les valències és independent de la d'August Kekulé però Kekulé va tenir finalment la prioritat d'aquest descobriment. Couper quedà afectat per això, va ser acomiadat del laboratori de Wurtz, i l'any 1859, va patir una crisi nerviosa, ingressà en una institució com a pacient i la seva salut en general se'n va ressentir i ja no va treballar més en el camp de la química, passant la resta dels 30 anys més que visqué atès per la seva mare.

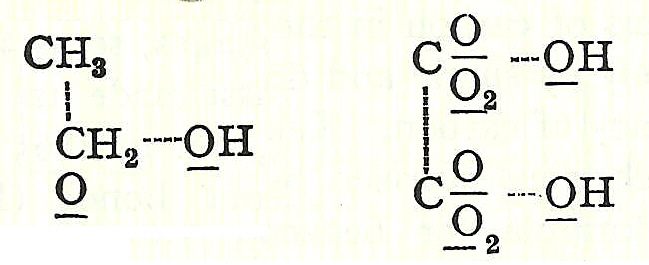
Estructura molecular d'Archibald Couper referida a l'alcohol i làcid oxàlic (1858)

La recerca de Couper era diferent de la de Kekulé. Couper va obrir la idea dels carbonis divalents i Kekulé no ho va fer. La notació en les fórmules que Couper utilitzava era més propera a la que s'utilitza actualment.